# Günter Krumbiegel
Günter Krumbiegel (* 25. Februar 1926 in Leipzig-Lindenau; † 22. Dezember 2014 in Halle) war ein deutscher Paläontologe.

## Leben
Krumbiegel besuchte 1940 bis 1943 das Helmholtz-Gymnasium in Leipzig, konnte aber wegen des Krieges erst 1949 Abitur machen. Er studierte ab 1949 Geologie und Paläontologie an der Martin-Luther-Universität Halle-Wittenberg mit dem Diplom 1953 und der Promotion 1957 (Die Kalkvorkommen in der Braunkohle in Mitteldeutschland). Von 1958 bis zum Ruhestand 1992 war er Kustos und Direktor des Geiseltalmuseums in Halle (Saale).
Er befasste sich insbesondere mit der Geologie und Paläontologie der tertiären Braunkohle im Geiseltal bei Halle und mit Bernsteinforschung (besonders aus Sachsen-Anhalt das Bernsteinvorkommen im Braunkohletagebau Goitzsche bei Bitterfeld), wobei er mit dem Muzeum Ziemi der Polnischen Akademie der Wissenschaften eng zusammenarbeitete. Er hat mehrere auch populärwissenschaftliche Bücher veröffentlicht. Insgesamt stammen von ihm über 400 wissenschaftliche Publikationen.
Er war mit Brigitte Krumbiegel verheiratet, mit der er auch veröffentlichte. 2004 wurde er Ehrenmitglied der International Amber Association in Danzig. 2009 wurde er Ehrenmitglied des Vereins der Freunde und Förderer des Kreismuseums Bitterfeld für seine Unterstützung von deren Arbeitskreis Bernstein.

## Schriften
- mit Harald Walther: Fossilien: Sammeln, Präparieren, Bestimmen, Auswerten. Enke Verlag, 1982 (auch als dtv Taschenbuch).
- mit Brigitte Krumbiegel: Fossilien der Erdgeschichte. Enke Verlag, Stuttgart 1981.
- Tiere und Pflanzen der Vorzeit. (= Akzent-Reihe. Band 25). 5. Auflage, Urania Verlag, 1989.
- mit Brigitte Krumbiegel Bernstein. Fossile Harze aus aller Welt, Quelle und Meyer, 3. Auflage 2005
- Der Bitterfelder Bernstein (Succinit), in Werner K. Weidert Klassische Fundstellen der Paläontologie, Band 3, Goldschneck Verlag 1995 (mit Biographie)
- mit Ludwig Rüffle, Hartmut Haubold Das eozäne Geiseltal: ein mitteleuropäisches Braunkohlenvorkommen und seine Pflanzen- und Tierwelt. (= Die Neue Brehm-Bücherei. Band 237). Wittenberg, Ziemsen 1983 (zuerst von Krumbiegel 1959).
- mit Max Schwab: Saalestadt Halle und Umgebung. Ein geologischer Führer, 2 Bände, Halle 1974